# 34081 Chowkitmun
34081 Chowkitmun è un asteroide della fascia principale. Scoperto nel 2000, presenta un'orbita caratterizzata da un semiasse maggiore pari a 2,3342683 au e da un'eccentricità di 0,1063161, inclinata di 7,10735° rispetto all'eclittica.